# Jacques-Bonne Gigault de Bellefonds
Jacques Bonne Gigault de Bellefonds (Beaumont-la-Ronce, 1º maggio 1698 – Parigi, 20 luglio 1746) è stato un arcivescovo cattolico francese.

## Biografia
Jacques-Bonne Gigault de Bellefonds nacque il 1º maggio 1698 nel castello di Montifray, presso Beaumont-la-Ronce, da una nobile famiglia locale.
Dopo l'ordinazione sacerdotale, l'8 ottobre 1735 venne nominato vescovo di Bayonne venendo ufficialmente consacrato il 25 marzo 1736 per mano del cardinale Melchior de Polignac. Promosso all'arcidiocesi di Arles dal 20 agosto 1741, vi rimase sino al 4 marzo 1746 quando venne nominato arcivescovo di Parigi.
Egli è noto per la sua costante opposizione ai giansenisti durante il proprio episcopato ad Arles, e di lui si sa che anche a Parigi si premurò, dopo la nomina episcopale, di condannare alacremente anche i Pensieri filosofici di Diderot, tacciandoli di eresia.
Morì a Parigi di vaiolo il 20 luglio 1746 a soli quattro mesi dal suo ingresso in diocesi come arcivescovo. La sua salma venne esposta e sepolta nella cattedrale parigina di Notre Dame.

## Genealogia episcopale e successione apostolica
La genealogia episcopale è:
- Cardinale Scipione Rebiba
- Cardinale Giulio Antonio Santori
- Cardinale Girolamo Bernerio, O.P.
- Arcivescovo Galeazzo Sanvitale
- Cardinale Ludovico Ludovisi
- Cardinale Luigi Caetani
- Cardinale Ulderico Carpegna
- Cardinale Paluzzo Paluzzi Altieri degli Albertoni
- Papa Benedetto XIII
- Cardinale Melchior de Polignac
- Arcivescovo Jacques-Bonne Gigault de Bellefonds

La successione apostolica è:
- Vescovo Charles-Guy Le Borgne de Kermorvan (1746)